# Varaire
 Varaire  es una población y comuna francesa, situada en la región de Mediodía-Pirineos, departamento de Lot, en el distrito de Cahors y cantón de Limogne-en-Quercy. Forma parte de la Via Podiensis dentro de los caminos a Santiago de Compostela: tuvo desde el siglo XIII un albergue con una iglesia, conocidos por el nombre de Saint-Jacques-de-Peyronèse (o de Peyrounasse).

## Demografía
| 307 | 282 | 236 | 258 | 278 | 268 |
| Para los censos de 1962 a 1999 la población legal corresponde a la población sin duplicidades (Fuente: INSEE [Consultar]) |     |     |     |     |     |